# Procecidochares pleuralis
Procecidochares pleuralis es una especie de insecto del género Procecidochares de la familia Tephritidae del orden Diptera.
 Aldrich la describió en el año 1929.
Se encuentra en Estados Unidos y México.